# ماهیان کله‌گنده
ماهیان کله‌گنده (نام علمی: Psychrolutidae) نام یک تیره از بالاخانواده لنگرماهی است.